# Tricyphona ailinia
Tricyphona (Tricyphona) ailinia là một loài ruồi trong họ Pediciidae. Chúng phân bố ở vùng Indomalaya.